# Anora
Anora là một bộ phim chính kịch hài lãng mạn Hoa Kỳ năm 2024 do nhà làm phim người Mỹ Sean Baker viết kịch bản, đạo diễn, sản xuất và dựng phim. Mikey Madison đóng vai chính Anora "Ani" Mikheeva, một vũ công thoát y ở New York kết hôn với Ivan "Vanya" Zakharov, con trai của một tài phiệt Nga do Mark Eydelshteyn thủ vai. Dàn diễn viên phụ gồm Yura Borisov, Karren Karagulian, Vache Tovmasyan, Darya Ekamasova và Aleksei Serebrykov.
Anora được công chiếu tại Liên hoan phim Cannes lần thứ 77 vào ngày 21 tháng 5 năm 2024 và giành giải Cành cọ Vàng cùng với sự khen ngợi của giới phê bình. Bộ phim được công ty Neon phát hành tại rạp vào ngày 18 tháng 10 năm 2024. Bộ phim có doanh thu trên toàn thế giới là 53,2 triệu đô la Mỹ so với kinh phí 6 triệu đô la Mỹ, là bộ phim có doanh thu cao nhất của Baker.
Anora nhận được nhiều giải thưởng và được Ủy ban Quốc gia về phê bình điện ảnh và Viện phim Mỹ đánh giá là một trong mười bộ phim hàng đầu năm 2024. Tại Giải Oscar lần thứ 97, bộ phim giành được nhiều giải thưởng nhất, đoạt năm giải Oscar trong số sáu đề cử cho dựng phim xuất sắc nhất, đạo diễn xuất sắc nhất, nữ diễn viên chính xuất sắc nhất, kịch bản gốc xuất sắc nhất và dựng phim xuất sắc nhất. Tại Giải thưởng Điện ảnh Viện Hàn lâm Vương quốc Liên hiệp Anh lần thứ 78, Anora đoạt Giải BAFTA cho nữ diễn viên chính xuất sắc nhất và tuyển diễn viên xuất xuất sắc nhất.

## Cốt truyện
Anora "Ani" Mikheeva là một vũ công thoát y 23 tuổi sống tại Brighton Beach, một khu người Mỹ gốc Nga ở Brooklyn, Thành phố New York. Ông chủ của Anora giới thiệu cô với Ivan "Vanya" Zakharov, con trai 21 tuổi của tài phiệt Nga Nikolai Zakharov, vì Ivan cần một người biết tiếng Nga. Mặc dù được gửi đi Mỹ du học, Vanya dành phần lớn thời gian đi tiệc tùng và chơi trò chơi điện tử trong căn dinh thự xa hoa của bố mẹ ở Brooklyn.
Vanya mua dâm của Anora nhiều lần và mời cô đến dự tiệc đêm giao thừa tại dinh thự. Sáng hôm sau buổi tiệc, anh thuê cô làm bạn gái trong một tuần với giá 15.000 đô la Mỹ. Anora tiệc tùng với Vanya và bạn bè của anh và cùng nhau đi du lịch đến Las Vegas. Cuối chuyến đi, Vanya tiết lộ với Anora rằng anh sắp phải trở về Nga để làm việc tại công ty của bố mình và thể hiện sự chán ghét với bố mẹ. Vanya bốc đồng ngỏ lời cầu hôn Anora để ở lại Mỹ và Anora đồng ý sau khi Vanya thề rằng tình cảm của anh là chân thành. Hai người kết hôn tại một nhà nguyện đám cưới ở Las Vegas. Vanya mua cho Anora một chiếc nhẫn cưới lớn và một chiếc áo khoác lông đắt tiền. Cô xin nghỉ việc và chuyển đến dinh thự của Vanya. Khi bố mẹ của Vanya ở Nga biết tin về cuộc hôn nhân, Galina, mẹ của Vanya, ra lệnh cho Toros, cha đỡ đầu người Armenia của Vanya, đi tìm hai người để hủy hôn trong khi bà và Nikolai bay đến Hoa Kỳ.
Toros cử tay sai Garnik và Igor đến dinh thự để tìm Vanya. Hai người thông báo với Vanya rằng bố mẹ anh sẽ đưa anh về Nga và gọi Anora là con điếm và Vanya chỉ kết hôn để lấy thẻ thường trú nhân. Vanya bỏ trốn, còn Anora vật lộn dữ dội với Garnik và Igor trước khi bị khống chế. Toros đến dinh thự và cho Anora biết rằng dinh thự và tài sản của Vanya thuộc về bố mẹ anh. Vanya chỉ là một đứa trẻ lớn xác và phụ thuộc tài chính hoàn toàn vào bố mẹ. Toros tịch thu nhẫn cưới của Anora, bịt miệng cô và đề nghị trả 10.000 đô la Mỹ để cô hủy hôn. Anora khăng khăng rằng cô và Vanya yêu nhau, nhưng đồng ý giúp Toros tìm Vanya.
Anora, Toros, Garnik và Igor tìm kiếm khắp Brooklyn. Bạn bè kể cho Anora biết rằng Vanya đang ở câu lạc bộ thoát y cũ của cô và đang thuê dịch vụ của một vũ công khác. Ba người lôi Vanya ra khỏi câu lạc bộ và cả nhóm phải đợi bên ngoài tòa án qua đêm vì Vanya quá say. Tuy nhiên, tòa án bác yêu cầu hủy hôn vì Anora và Vanya kết hôn ở Nevada.
Tại sân bay, Anora tự giới thiệu với Nikolai và Galina bằng tiếng Nga, nhưng Galina từ chối. Vanya nghe theo bố mẹ và nói với Anora rằng phải chấm dứt cuộc hôn nhân. Galina lấy chuyên cơ chở mọi người tới Las Vegas. Biết rằng mình không có thỏa thuận tiền hôn nhân, Anora tố sẽ đệ đơn ly hôn để đòi tài sản của Vanya, nhưng Galina đe dọa sẽ làm cho cô phá sản nếu không Anora không ngoan ngoãn nghe lời. Nhận ra sự hèn nhát của Vanya và quyền lực của gia đình anh, Anora ký giấy hủy hôn. Igor gợi ý Vanya xin lỗi Anora, nhưng Galina phản đối. Anora sỉ nhục cả Vanya và mẹ rồi bỏ đi, nói với Galina rằng Vanya kết hôn để làm bà tức giận khiến Nikolai cảm thấy hài hước.
Igor đưa Anora về New York để lấy đồ đạc ở dinh thự. Anora đối chất với Igor về cuộc vật lộn, cáo buộc anh tấn công cô và nói rằng nếu lúc đó chỉ có hai người thì anh đã hiếp dâm cô, nhưng Igor khẳng định mình không phải là người như thế. Sáng hôm sau, Igor đưa tiền cho Anora và lái xe chở cô về nhà. Anh thiện chí trả lại chiếc nhẫn cưới cho cô. Cảm động trước hành động đó, Anora định tiến hành quan hệ với Igor nhưng dừng lại khi anh định hôn cô và gục xuống khóc nức nở trong vòng tay anh.

## Diễn viên
- Mikey Madison vai Anora "Ani" Mikheeva, một vũ công thoát y đắt giá tại câu lạc bộ thoát y Headquarters[6]
- Mark Eydelshteyn (cũng được Anh hóa là "Eidelstein") vai Ivan "Vanya" Zakharov, con trai giàu có của một tài phiệt Nga[7]
- Yura Borisov vai Igor, một tay sai người Nga được Toros thuê để chăm sóc Vanya
- Karren Karagulian vai Toros, một quản lý người Armenia được bố của Vanya thuê để chăm sóc Vanya
- Vache Tovmasyan vai Garnik, một tay sai người Armenia và là anh trai của Toros
- Aleksei Serebryakov vai Nikolai Zakharov, bố của Vanya
- Darya Ekamasova vai Galina Zakharova, mẹ của Vanya
- Luna Sofía Miranda vai Lulu, một vũ công thoát y khác tại Headquarters và là bạn của Ani
- Lindsey Normington as Diamond, một vũ công thoát y tại Headquarters cạnh tranh khách hàng với Ani
- Vincent Radwinsky vai Jimmy, chủ sở hữu câu lạc bộ thoát y Headquarters
- Anton Bitter vai Tom, bạn của Vanya làm việc ở một cửa hàng kẹo tại Coney Island
- Ivy Wolk vai Crystal, bạn của Vanya làm việc ở một cửa hàng kẹo tại Coney Island
- Vlad Mamai vai Aleks, bạn của Vanya
- Maria Tichinskaya vai Dasha, bạn của Vanya
- Charles Jang vai Quản lý Khách sạn Vegas
- Emily Weider vai Nikki, một vũ công thoát y
- Brittney Rodriguez vai Dawn, một quản lý tại Headquarters
- Sophia Carnabuci vai Jenny, một vũ công thoát y
- Ella Rubin vai Vera, bạn cùng phòng của Ani
- Alena Gurevich vai Klara, một quản gia ở dinh thự Zakharova
- Artyom Trubnikov vai Michael Sharnov, một luật sư
- Michael Sergio vai thẩm phán

## Sản xuất

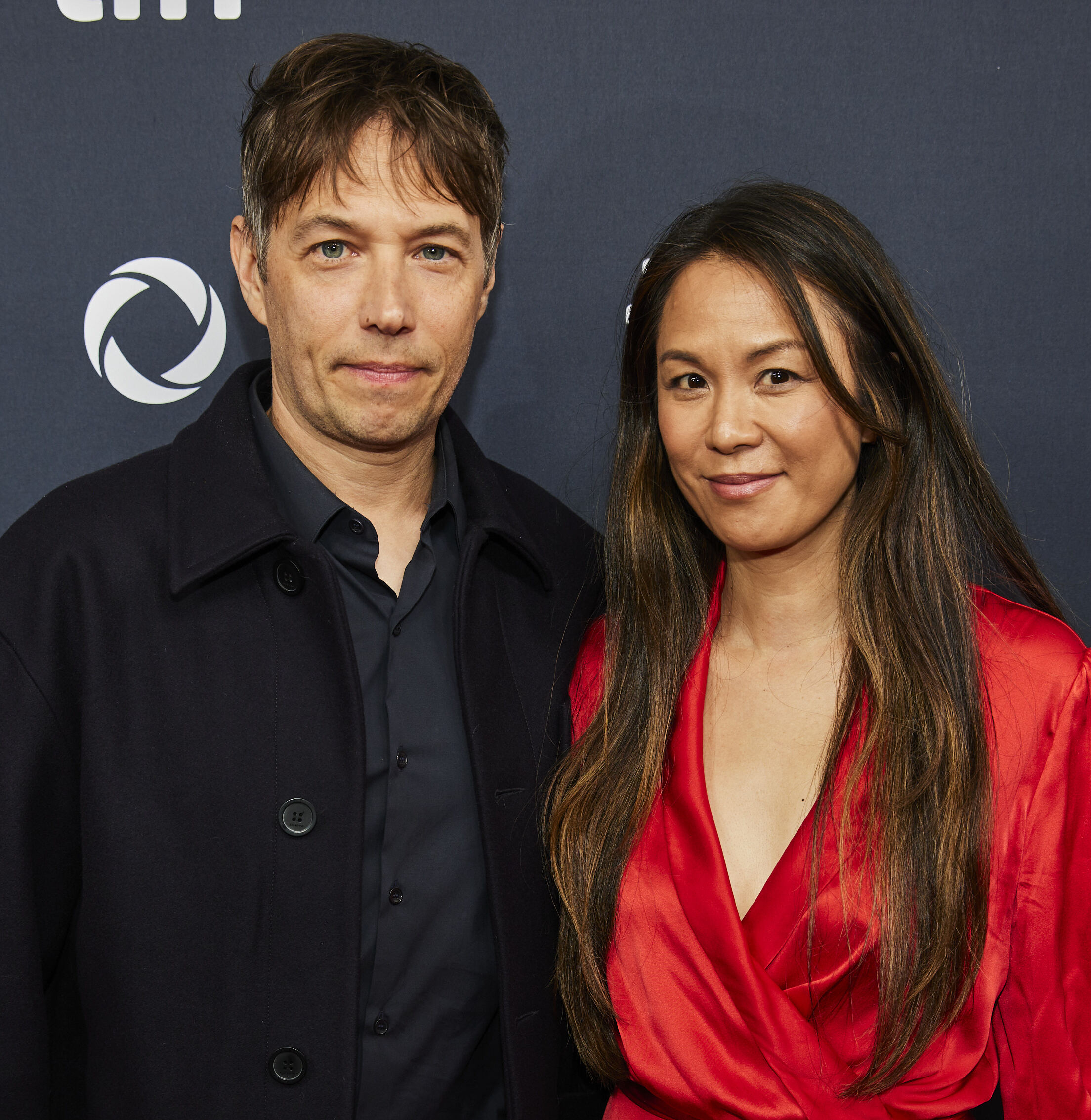
Đạo diễn Sean Baker và vợ, đồng sản xuất Samantha Quan

Đạo diễn Sean Baker cho biết ông lấy cảm hứng từ câu chuyện của một người bạn về một cặp đôi người Mỹ gốc Nga mới cưới bị bắt cóc và khoảng thời gian vào năm 2000 và 2001 ông làm video đám cưới, bao gồm video đám cưới của người Mỹ gốc Nga ở New York.:47Baker cho biết ý định của ông là xóa bỏ sự kỳ thị đối với công việc tình dục và nghề mại dâm. Baker thuê Andrea Werhun làm tư vấn viên sáng tạo, một diễn viên người Canada và tác giả của cuốn hồi ký Modern Whore năm 2018 về quãng thời gian cô làm công việc tình dục.
Baker tuyển Mikey Madison sau khi xem diễn xuất của cô trong Chuyện ngày xưa ở... Hollywood và Scream 5:47 mà không cần thử vai. Để chuẩn bị cho vai diễn, Madison học tiếng Nga, đến các câu lạc bộ thoát y và tập nói giọng Brooklyn. Sau khi một số phương tiện truyền thông đưa tin sai sự thật rằng Anora Mikheeva là người Mỹ gốc Uzbekistan, Baker đính chính rằng Anora là người Nga và "đến từ một trong những quốc gia hậu Xô Viết".
Quay phim chính bắt đầu từ tháng 2 năm 2023 tại Brooklyn, bao gồm các khu phố Brighton Beach, Coney Island và Sheepshead Bay. Một số cảnh được quay tại Palms Casino Resort và trên phố Fremont ở Las Vegas. Thời gian quay phim là 37 ngày, trong đó phân cảnh đột nhập dinh thự dài 25 phút mất 10 ngày. Bộ phim được quay bằng phim Kodak 35 mm được đóng khung trong màn hình rộng 4 lỗ hổng anamorphic bằng máy quay phim Arricam LT, hiệu chỉnh màu bằng DaVinci Resolve tại FotoKem.:45-46 Ống kính zoom và ống kính một tiêu cự LOMO là ống kính chính, ống kính Atlas Orion được dùng cho các cảnh quay thiếu sáng. Kỹ thuật quay phim lấy cảm hứng từ những bộ phim tội phạm thập niên 1970 lấy bối cảnh ở New York, bao gồm The French Connection và The Taking of Pelham One Two Three. Nhà sản xuất Alex Coco làm DJ cho các bản nhạc trong các cảnh quay ở câu lạc bộ.:49 Baker là người tuyển diễn viên, bao gồm hơn 30 vai có thoại.:54
Dinh thự Zakharov trong bộ phim là một dinh thự tại số 2458 National Drive, khu Mill Basin từng thuộc sở hữu của tài phiệt Nga Vasily Anisimov. Baker và Mikey Madison chuyển đến phía nam Brooklyn trong phần tiền kỳ để tìm hiểu thêm về khu vực. Những nhà hàng, câu lạc bộ trong những phân cảnh tìm kiếm Vanya là những nhà hàng, câu lạc bộ mà các nhà sản xuất thường lui tới.
Tại buổi họp báo ở Liên hoan phim Cannes, Madison cho biết Baker và nhà sản xuất Samantha Quan, vợ của Baker, thị phạm nhiều tư thế quan hệ tình dục cho các diễn viên. Madison được gợi ý làm việc với một chuyên gia "cảnh nóng", nhưng quyết định làm việc trực tiếp với Baker và Quan vì cô có mối quan hệ thực sự thoải mái với cả hai người trong khoảng một năm.
Nhạc phim bao gồm bản làm lại của ca khúc "Greatest Day" do Robin Schulz thực hiện và "All the Things She Said" của t.A.T.u. Madison cho biết bạn cô làm một "danh sách phát nhạc thoát y" để cô nhập vai, bao gồm các bản nhạc của Cardi B, Megan Thee Stallion và Slayyyter.

## Phát hành

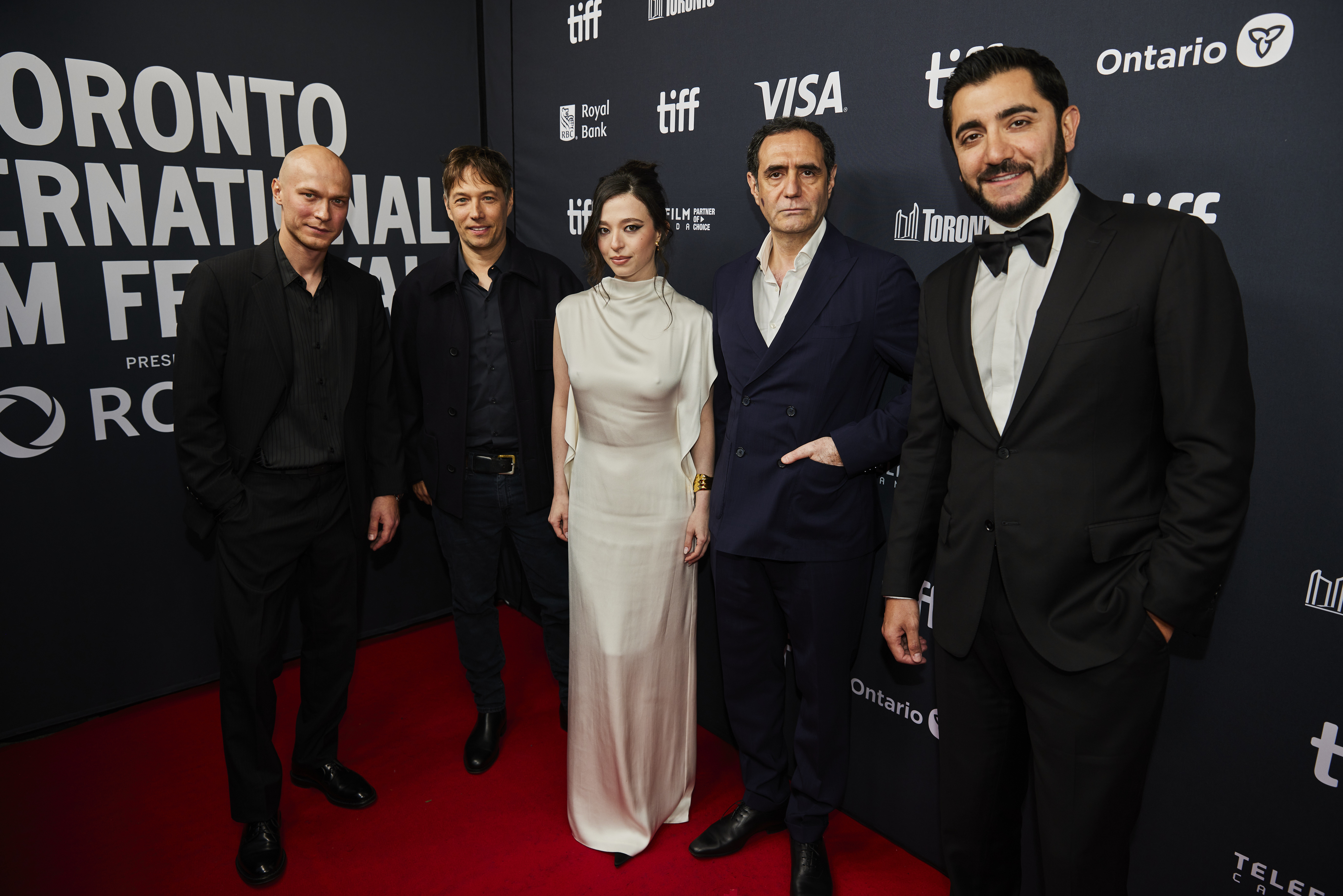
Từ trái sang phải: Yura Borisov, Sean Baker, Mikey Madison, Karren Karagulian và Vache Tovmasyan tại Liên hoan phim quốc tế Toronto 2024

Tháng 10 năm 2023, FilmNation Entertainment mua lại bản quyền phát hành bộ phim trên toàn thế giới, sau đó bán cho Le Pacte ở Pháp, Lev ở Israel, Kismet ở Úc và New Zealand, và Focus Features / Universal Pictures International ở những thị trường quốc tế khác ngoại trừ Bắc Mỹ, giống như các thỏa thuận cho Red Rocket, một bộ phim khác của Baker. Neon mua lại bản quyền phát hành bộ phim tại Bắc Mỹ vào tháng 11 năm 2023 và phát hành giới hạn bộ phim vào ngày 18 tháng 10 năm 2024.
Anora được công chiếu tại Liên hoan phim Cannes vào ngày 21 tháng 5 năm 2024 và nhận tràng pháo tay kéo dài 10 phút khi buổi chiếu kết thúc. Bộ phim đoạt giải Cành cọ Vàng, là bộ phim thứ năm liên tiếp đoạt giải Cành cọ Vàng do Neon phát hành tại Hoa Kỳ và là bộ phim đầu tiên do Hoa Kỳ sản xuất đoạt giải Cành cọ Vàng kể từ bộ phim sử thi Cây đời của Terrence Malick vào năm 2011.
Anora được trình chiếu tại Liên hoan phim quốc tế Toronto, Liên hoan phim New York, Liên hoan phim quốc tế San Sebastián, Liên hoan phim quốc tế Busan, Liên hoan phim BFI Luân Đôn, Liên hoan phim Roma, Liên hoan phim MAMI Mumbai năm 2024 và một số liên hoan khác. Bộ phim được phát hành trên các nền tảng kỹ thuật số vào ngày 17 tháng 12 năm 2024. Bộ phim dự kiến được phát hành trực tuyến trên Hulu vào ngày 17 tháng 3 năm 2025 và được The Criterion Collection phát hành trên đĩa Blu-ray 4K Ultra HD vào ngày 29 tháng 4 năm 2025.
Giám đốc điều hành Neon Tom Quinn cho biết ngân sách phát hành, quảng cáo tranh giải của Anora là 18 triệu đô la Mỹ.

## Đón nhận

### Doanh thu phòng vé
Tính đến  ngày 23 tháng 3 năm 2025, Anora đã thu về 20,4 triệu đô la Mỹ tại thị trường Hoa Kỳ và Canada và 32,8 triệu đô la Mỹ tại những thị trường khác, tổng doanh thu toàn cầu là 53,2 triệu đô la Mỹ.

### Đánh giá chuyên môn
Trên trang web tổng hợp đánh giá Rotten Tomatoes, 93% trong số 333 bài phê bình được xác định là tích cực, với điểm trung bình là 8.5/10.  Nhìn chung các nhà bình luận đều đồng thuận ở nội dung: "Một biên niên sử tuyệt vời nữa về những người cố gắng phấn đấu trong xã hội Mỹ của biên kịch kiêm đạo diễn Sean Baker được thêm thắt chút hấp dẫn nhờ diễn xuất táo bạo của Mikey Madison, Anora là một bộ phim tình cảm lãng mạn hàng đầu." Trang Metacritic sử dụng công thức bình quân gia quyền, đã chấm bộ phim số điểm 91/100 dựa trên 62 nhà phê bình, cho thấy "sự tán dương rộng rãi". Trang AlloCiné chấm bộ phim số điểm 4.2/5 dựa trên 45 bài phê bình từ giới phê bình Pháp.
Chủ tịch Ban giám khảo Liên hoan phim Cannes lần thứ 77 Greta Gerwig khen ngợi Anora đã "lay động chúng ta, vừa mới mẻ, vừa giao thoa với các hình thức điện ảnh cũ, khiến chúng ta liên tưởng đến cấu trúc cổ điển của Lubitsch hoặc Howard Hawks và tạo ra một thứ hoàn toàn chân thực và bất ngờ."
Anora được nhiều nhà làm phim, diễn viên khen ngợi. Tạp chí điện ảnh Sight and Sound vinh danh Anora là bộ phim hay thứ hai năm 2024 và tạp chí Film Comment vinh danh bộ phim là một trong mười bộ phim hay nhất năm 2024. Năm 2025, Collider xếp hạng Anora ở vị trí thứ 36 trong danh sách "40 bộ phim hay nhất thập niên 2020", với Jeremy Urquhart gọi bộ phim là "một tác phẩm kinh điển hiện đại". Mặt khác, trong một bài bình luận trên tờ The New York Times vào ngày 27 tháng 2 năm 2025, nhà bình luận, biên kịch người Nga-Do Thái Mikhail Idov cho rằng khó có thể ủng hộ bộ phim do việc Nga xâm lược Ukraina, "Đây là một đề cử giải Oscar, đặc biệt là vai phụ của Yura Borisov, được khắc họa như là một chiến thắng cho nước Nga, đặt tôi vào tình thế khó xử khi muốn ủng hộ cho bộ phim."

#### Phản ứng trong ngành mại dâm
Một số người trong ngành mại dâm khen ngợi Anora là một bước tiến so với những bộ phim trước đây có xu hướng miêu tả nghề mại dâm là một tệ nạn xã hội đáng lên án. Mặt khác, một số người cho rằng bộ phim lặp lại những khuôn mẫu lạc hậu về những người hành nghề mại dâm là những nạn nhân bị áp bức "cần được cứu giúp".

#### Đón nhận ở Nga
Anora nhận phản ứng trái chiều ở Nga. Một số nhà phê bình chỉ trích bộ phim là sự xào xáo lại Pretty Woman, trong khi những nhà phê bình khác gọi bộ phim là "chiến thắng của Nga" và là dấu hiệu ấm lên của mối quan hệ văn hóa giữa Nga và phương Tây.

## Giải thưởng
Anora đoạt Cành cọ Vàng tại Liên hoan phim Cannes lần thứ 77. Bộ phim được đề cử năm giải tại Giải Quả cầu vàng lần thứ 82, bảy giải tại Giải thưởng Điện ảnh Viện Hàn lâm Vương quốc Liên hiệp Anh lần thứ 78 (đoạt giải Nữ diễn viên chính xuất sắc nhất và Tuyển diễn viên xuất sắc nhất) và sáu giải tại Giải Oscar lần thứ 97. Baker, Madison và Borisov nhận được đề cử tại cả ba giải. Bộ phim đoạt năm giải Oscar, bao gồm phim xuất sắc nhất, là bộ phim thứ tư giành được Giải Oscar cho phim xuất sắc nhất và Cành cọ Vàng. Baker là người đầu tiên đoạt bốn giải Oscar cho cùng một bộ phim và đạt cùng kỷ lục của Walt Disney về đoạt nhiều giải Oscar nhất trong một năm.
Viện phim Mỹ và Ủy ban Quốc gia về phê bình điện ảnh bình chọn Anora là một trong mười bộ phim hay nhất năm 2024. Tại Giải Lựa chọn của giới phê bình điện ảnh lần thứ 30, Anora là bộ phim đầu tiên chỉ giành được Giải BFCA cho phim hay nhất mà không giành được bất kỳ đề cử nào trong sáu đề cử khác.